# Humberto García Brandt
Humberto García (2 de noviembre de 1943, Barquisimeto, Venezuela) es un actor de televisión, película y teatro venezolano, locutor, declamador y profesor de actuación. 

También fue el fundador del  Grupo Teatral Lara.

## Biografía
Humberto Leopoldo García Brandt, más conocido como Humberto García nació el 2 de noviembre de 1943 en Barquisimeto, Estado Lara, Venezuela.
Su padre era dueño de una tienda de comestibles. Sus padres se separaron cuando él tenía 2 años de edad. 
Desde muy joven tenía un gran talento para el arte a los 12 años se dedicaba a la pintura y hacia retratos de sus familiares.
Cursó sus estudios de actuación en la Escuela de Artes Plásticas de Barquisimeto a la edad de los 15 años. Fue fundador del Grupo Teatral Lara, dirigido por Carlos Denis y Jaime Niños.
Luego estudió en la Escuela de Capacitación Teatral de la UCV de 1962 al 1965, con profesores insignes como César Rengifo, Humberto Orsini, Rafael Briceño, Mateo Manaure, entre otros.
A los 19 años fue escogido por el Ministerio de Educación como director de teatro para dar clases a otros alumnos. Tras ese cargo se gana una beca. Con la cual se va estudiar teatro en París, Francia con  Jacques Locoque.
De regreso a Venezuela ayuda a fundar el  Grupo de teatro de educación de adultos del Ministerio de Educación.
También estudió canto y llegó a grabar un disco llamado "Como techo el Cielo" por el cual fue presentado en un programa de radio como revelación del año.

## Trayectoria
En su juventud protagonizó varias telenovelas de los años 60 y 70, como galán o actor de reparto. 
Con una voz viril y profunda, trabajó también en radio; hizo cine y teatro con gran pasión. 
En la radio, la voz de Humberto a dada vida personajes como Simón Rodríguez en la Radionovela "La Coronela, la amable loca del Libertador", "San Judas Tadeo, el abogado de lo imposible", "La Piel de Sapa", "Los Miserables", "Leonela", "El Cabito" entre una treintena de dramáticos radiales. 
En los 80, encarnó al Padre Ángel de Jesús, el sacerdote en la telenovela Cristal. Junto a Lupita Ferrer y Raul Amundaray.
Fue actor durante 42 años, con una vida artística de 53 años; hasta el 14 de noviembre de 2008, cuando sufrió un asalto; que le causó paraplejía. Luego de 31 días en unidad de cuidados intensivos, estuvo siete meses en Cuba; donde fue atendido para su rehabilitación, con un aporte que le realizara la Fundación Casa del Artista; presentando actualmente un cuadro clínico que muestra una paralización crónica de los hemisferios inferiores, lo que le significa terapia y asistencia médica permanente. En la actualidad, permanece en la residencia de personas mayores; “Hogares Santa Ana”, ubicada en Aguirre (Carabobo); donde también reside la actriz Belén Díaz. 

## Filmografía

### Telenovelas
- 1966.  La hija del dolor RCTV .
- 1970.  Esmeralda con el personaje Jorge Lazcano. Venevisión .
- 1972.  Lucecita  con el personaje de Gustavo el protagonista. Venevisión .
- 1973.  La otra . Venevisión.
- 1972.  La mujer prohibida y La loba ambas con el personaje de Cristian Villena Venevisión .
- 1973.  Una muchacha llamada Milagros . Venevisión.
- 1974.  Luisa Cáceres de Arismendi , teleteatro. Venevisión.
- 1978.  Maria del mar . Venevisión.
- 1981.  Marielena . RCTV.
- 1981.  Luisana mía . RCTV,
- 1981.  Panchito y Arturo miniserie RCTV.
- 1985.  Cristal  con el personaje Padre Angel de Jesús. RCTV.
- 1986.  La dama de rosa con el personaje Asdrúbal. RCTV.
- 1986.  La intrusa RCTV.
- 1987.  Primavera RCTV.
- 1989.  Rubi rebelde con el personaje de Leo magno. RCTV.
- 1992.  Cara sucia , como Horacio González Ferrer.  Venevisión .
- 1995.  Pecado de amor . Venevisión.
- 1997.  Todo por tu amor , con el personaje de Mariano.  Venevisión.
- 1997.  María de los Angeles .  RCTV.
- 1998-1999.  Aunque me cueste la vida , interpretó a Diego. RCTV.
- 1997-1998.  Cambio de piel . RCTV.
- 1999.  Luisa Fernanda . RCTV.
- 1999.  Las trampas del amor , interpretó a Justo. RCTV.
- 2000-2001.  Viva la pepa , interpretó  al Sr. Girón. RCTV,
- 2001-2002.  La niña de mis ojos , con el personaje de Pedrucho.  RCTV,
- 2005.  Negra consentida , con el personaje de Alirio
- 2006. Ciudad Bendita, con el personaje de Fausto[4]

### Películas
- 1982 - Cangrejo
- 1982 - Menudo
- 1995 - 300.000 HEROES (o, El porqué de un guardia)